# Fernando Lerin
Fernando Lerin est un peintre d'origine espagnole vivant en France, né le 28 mai 1929 à Barcelone en Espagne et mort le 18 novembre 2016 à Paris 5e.

## Biographie
Lerin commence à peindre à l'âge de quatorze ans. En 1956, il reçoit une bourse de l'Institut français de Barcelone et s'installe à Paris.
Autour du critique d'art Julien Alvard (en), il est un des fondateurs du mouvement des Nuagistes en 1958 où l'on retrouve Frédéric Benrath, René Duvillier, Jean-Claude Fiaux, René Laubies, Loubchansky, Pierre Graziani, Nasser Assar.
Il participe à l'exposition Antagonismes au Musée des arts décoratifs. Au début des années 1970, il passe trois ans à New York. À partir de 1975, il travaille à Pais et Madrid et depuis 1983 à El Port de la Selva en Catalogne.
Première exposition personnelle à Paris en 1959, galerie Breteau, suivie de nombreuses autres.

## Quelques-unes de ses rétrospectives
- 1979 : Palais Velasquez à Madrid, organisée par la direction du patrimoine.
- 1988 : Centre Sala Gaspar de Barcelone.
- 1999 : Palais des rois de Majorque à Perpignan.
- 2002 : Sala Julio Gonzales à Madrid.